# Kiła układu nerwowego
Zasugerowano, aby zintegrować ten artykuł z artykułem Kiła mózgowo-rdzeniowa. Nie opisano powodu propozycji integracji.
Kiła układu nerwowego (łac. neurolues) – postać kiły z zajęciem struktur ośrodkowego układu nerwowego. Dotyczy kiły II i III okresu (porażenie postępujące). Obecnie diagnostyka i leczenie choroby sprawiły, że kiła trzeciorzędowa układu nerwowego jest spotykana bardzo rzadko.
Podział kiły układu nerwowego:
- Choroba przebiegająca ze stanem zapalnym naczyń krwionośnych:
  - Kiła bezobjawowa
  - Kiłowe (ostre) zapalenie opon mózgowo-rdzeniowych
  - Kiła oponowo-naczyniowa
  - Kiła naczyniowa mózgu i rdzenia
  - Kilak mózgu
- Choroba przebiegająca ze zmianami miąższowymi:
  - Porażenie postępujące (paralysis progressiva)
  - Wiąd rdzenia (tabes dorsalis)
  - Zanik nerwu wzrokowego

W psychiatrii wyróżnia się ponadto około tuzina postaci zespołów patopsychologicznych związanych z porażeniem postępującym:
- postać otępienna
- postać ekspansywna
- postać depresyjna
- postać naprzemienna
- postać splątaniowa
- postać amnestyczna
- postać Lissauera (porażenie ogniskowe, opisane przez Heinricha Lissauera)
- postać Wicherta (zespół parkinsonoidalny, opisany przez Franciszka Wicherta)
- postać schizofrenoidalna
- wiądoporażenie (taboparalysis)
- porażenie postępujące okresu młodzieńczego.

## Klasyfikacja ICD10
| kod ICD10     | nazwa choroby                        |
| ------------- | ------------------------------------ |
| ICD-10: A52   | Kiła późna                           |
| ICD-10: A52.1 | Kiła objawowa układu nerwowego       |
| ICD-10: A52.2 | Kiła bezobjawowa układu nerwowego    |
| ICD-10: A52.3 | Kiła układu nerwowego, nie określona |